# Sparganothoides aciculana
Sparganothoides aciculana es una especie de lepidóptero del género Sparganothoides, tribu Sparganothini, familia Tortricidae. Fue descrita científicamente por Kruse & Powell en 2009.
La longitud de las alas anteriores es de 8,7 a 10,2 milímetros para los machos y de unos 10,4 milímetros para las hembras. Se distribuye por México, en el municipio de Juchitepec.